# Черчилл (национальный парк)
Эта статья о сухопутном национальном парке Виктории. О морском национальном парке Виктории см. Черчилл-Айленд.
Че́рчилл (англ. Churchill National Park) — национальный парк в штате Виктория, Австралия.
Парк занимает площадь 2,71 км² и является предпоследним по площади национальным парком штата (меньше него только Орган-Пайпс — 1,52 км²).
Парк расположен в 30 километрах юго-восточнее центра Мельбурна, с севера ограничен городком Роувилл, с юго-востока — городком Листерфилд-Саут, с запада — заказником Данденонг-Полис-Паддокс, с востока — национальным парком Листерфилд. В северо-восточной части парка находится заброшенный карьер, разрабатывавшийся с 1912 по 1915 года, несколько фундаментов от сопутствующих зданий, можно различить остатки узкоколейки, по которой из карьера вывозилась порода.
Парк был основан 12 февраля 1941 год под названием Данденонг, а в 1944 году был переименован в нынешнее название в честь британского политика сэра Уинстона Черчилля. До образования парка на этом месте располагались загоны и выпасы для полицейских лошадей.
В парке обитают 173 вида птиц, в том числе гривистая утка, серая кряква, золотобрюхая зарянковая мухоловка и красная розелла; млекопитающие — ехидны, валлаби и кенгуру.